# Creedence Clearwater Revival (álbum)
Creedence Clearwater Revival é o autointitulado álbum de estreia da banda Creedence Clearwater Revival, lançado em 1968.

## Faixas
| N.º            | Título                              | Letras                                           | Duração |  |
| 1.             | "I Put a Spell on You"              | Screamin' Jay Hawkins                            | 4:33    |  |
| 2.             | "The Working Man"                   | John Fogerty                                     | 3:04    |  |
| 3.             | "Susie Q"                           | Eleanor Broadwater, Dale Hawkins e Stanley Lewis | 8:37    |  |
| 4.             | "Ninety-Nine and a Half (Won't Do)" | Steve Cropper, Eddie Floyd e Wilson Pickett      | 3:39    |  |
| 5.             | "Get Down Woman"                    | John Fogerty                                     | 3:09    |  |
| 6.             | "Porterville"                       | John Fogerty                                     | 2:24    |  |
| 7.             | "Gloomy"                            | John Fogerty                                     | 3:51    |  |
| 8.             | "Walk on the Water"                 | John Fogerty e Tom Fogerty                       | 4:40    |  |
| Duração total: | Duração total:                      | Duração total:                                   | 33:17   |  |

| Bônus da Edição de 40 Anos |                                                                         |                |         |  |
| N.º                        | Título                                                                  | Letras         | Duração |  |
| 9.                         | "Call It Pretending" (B-Side de Porterville)                            |                | 2:09    |  |
| 10.                        | "Before You Accuse Me" (1968 Outtake)                                   |                | 3:24    |  |
| 11.                        | "Ninety-Nine and a Half (Won't Do)" (Live at The Fillmore, 14 de março) |                | 3:47    |  |
| 12.                        | "Susie Q" (Live at The Fillmore, 14 de março)                           |                | 11:45   |  |
| Duração total:             | Duração total:                                                          | Duração total: | 54:48   |  |

## Créditos

### Banda
- Doug Clifford: bateria e baixo
- Stu Cook: baixo e bateria
- John Fogerty: guitarra principal e vocal
- Tom Fogerty: guitarra rítmica e vocal

### Produção
- Saul Zaentz: produtor
- Walt Payne: gravação
- Tamaki Beck: supervisor de masterização
- Kevin Gray, Steve Hoffman, Shigeo Miyamoto: masterização
- Laurie Clifford: capa

## Recepção e crítica
| Críticas profissionais | Críticas profissionais |
| Avaliações da crítica  | Avaliações da crítica  |
| Fonte                  | Avaliação              |
| ---------------------- | ---------------------- |
| Allmusic               | [ 1 ]                  |

Stephen Thomas Erlewine, crítico do Allmusic.com, disse que o álbum estava "gloriosamente fora de passo com a época, repleto com o fascínio de John Fogerty pela cultura interiorana dos Estados Unidos".